# Wildest Dreams (canção de Iron Maiden)
"Wildest Dreams" é um single de heavy metal da banda britânica Iron Maiden, o primeiro do seu 13º álbum de estúdio, Dance of Death, lançado em 2003.
A banda começou a performance do som nos concertos logo após o lançamento do álbum. O single inclui improvisos de Dance of Death. O som foi novamente tocado na The Final Frontier World Tour, e é a abertura do DVD Death on the Road.
O videoclipe do single é uma pequena animação de computador, onde os membros da banda dirigem em um planeta desabitado e vão parar na boca de Eddie (o que foi transformado na capa do single).
No começo do som, o baterista Nicko McBrain pode ser ouvido cantando em Inglês americano.
O solo de guitarra em "Wildest Dreams" é tocado por Adrian Smith.

## Faixas

### Versão de 2 Faixas
1. "Wildest Dreams" (Adrian Smith, Steve Harris) – 3:49
2. "Pass the Jam" (Bruce Dickinson, Janick Gers, Steve Harris, Nicko McBrain, Dave Murray, Adrian Smith) – 8:20

### Versão de 3 Faixas
1. "Wildest Dreams" (Adrian Smith, Steve Harris) – 3:49
2. "Pass the Jam" (Bruce Dickinson, Janick Gers, Steve Harris, Nicko McBrain, Dave Murray, Adrian Smith) – 8:20
3. "Blood Brothers (Orchestral Mix)" (Steve Harris) - 7:10

### DVD
1. "Wildest Dreams" (promo video) (Adrian Smith, Steve Harris) – 3:49
2. "The Nomad (rock mix)" (Murray, Harris)
3. "Blood Brothers (rock mix)" (Harris)
4. "Dance of Death – Behind the Scenes" (video)

### Vinil 7"
1. "Wildest Dreams" (Adrian Smith, Steve Harris) – 3:49
2. "Pass the Jam" (Bruce Dickinson, Janick Gers, Steve Harris, Nicko McBrain, Dave Murray, Adrian Smith) – 8:20

### Versão Japonesa
1. "Wildest Dreams" (promo video) (Adrian Smith, Steve Harris) – 3:49
2. "Pass The Jam" (Dickinson, Gers,Harris, McBrain, Murray, Smith)
3. "Blood Brothers (rock mix)" (Harris)
4. "Blood Brothers (Orchestral Mix)" (Harris)

## Integrantes
- Bruce Dickinson – vocal
- Dave Murray – guitarra elétrica
- Janick Gers – guitarra
- Adrian Smith – guitarra, backing vocal
- Steve Harris – baixo elétrico, backing vocal
- Nicko McBrain – bateria